# Attakolite
La attakolite è un minerale.